# Bam (ort)
Bam (persiska: Yūsefābād-e Bam, يوسف آباد بم, بم, يوسف آباد) är en ort i Iran.   Den ligger i provinsen Sydkhorasan, i den nordöstra delen av landet, 500 km öster om huvudstaden Teheran. Bam ligger 961 meter över havet och antalet invånare är 135.
Terrängen runt Bam är platt åt nordväst, men åt sydost är den kuperad.  Trakten runt Bam är nära nog obefolkad, med mindre än två invånare per kvadratkilometer. Närmaste större samhälle är Nejātābād, 17,0 km väster om Bam. Trakten runt Bam är ofruktbar med lite eller ingen växtlighet.